# Don Kaye
Don Kaye (27 giugno 1938 – 31 gennaio 1975) è stato un editore statunitense, cofondatore della Tactical Studies Rules, la casa editrice famosa per il gioco di ruolo Dungeons & Dragons.
Amico d'infanzia di Gary Gygax con cui condivideva l'interesse per il wargame tridimensionale. Nel 1972 creò uno dei primi personaggi di D&D, Murlynd, per playtestare l'edizione originale di D&D nello scenario di Castle Greyhawk di Gygax. Kaye e Gygax convinti delle potenzialità di D&D fondarono insieme la TSR nel 1973. Comunque solo due anni dopo quando le vendite di D&D stavano cominciando ad aumentare morì inaspettatamente per un attacco di cuore all'età di 36 anni.

## Infanzia e wargame tridimensionale
Don Kaye nacque il 27 giugno 1938. Crebbe a Lake Geneva Wisconsin, dove divenne amico a sei anni con Gary Gygax, in visita alla città dove si sarebbe trasferito con la famiglia da Chicago nel 1946.
Iniziò a giocare con i wargame tridimensionali nel 1953. Gygax e Kaye progettarono proprie regole per le proprie miniature scala 54 mm e 70 mm, di cui possedeva un'ampia collezione e usavano petardi per simulare le esplosioni.
Nel 1965, Kaye, Gygax, Mike Reese, Leon Tucker e altri crearono il club di gioco Lake Geneva Tactical Studies Association (LGTSA), membro dell'International Federation of Wargaming e focalizzato su wargame di ambientazione medievale. La sede era situata nel seminterrato della casa di Gygax e successivamente nel garage di Kaye.

## Fondazione della TSR
Nell'autunno del 1972, Gary Gygax creò un gioco con lo scenario di Castle Greyhawk, e invitò i suoi figli, Ernie ed Elise, a «creare personaggi e avventurarsi», la sera successiva Kaye si unì alla partita insieme a altri amici di Gygax, Rob Kuntz e Terry Kuntz. Kaye creò il personaggio di Murlynd, Rob Kuntz creò Robilar e Terri Kuntz creò Terik.
Rendendosi conto della potenziale popolarità del gioco di ruolo, Kaye e Gygax investirono ognuno 1000 dollari per fondare la casa editrice Tactical Studies Rules nell'ottobre 1973. Kaye prese in prestito 1000 dollari da un'assicurazione sulla vita per fornire la sua quota. Inizialmente pubblicarono Cavaliers and Roundheads, un wargame tridimensionale basato sulla guerra civile inglese.
Kaye e Gygax progettavano di pubblicare D&D nel 1974, ma aspettavano i guadagni da Cavaliers and Roundheads per farlo. Ma temendo che altre compagnie stessero sviluppando un progetto simile smisero questi guadagni per pubblicare immediatamente D&D. Convinsero una conoscenza di gioco, Brian Blume, a investire nella TSR come socio alla pari. Nel gennaio 1974 stamparono un migliaio di copie del gioco e le assemblarono a mano nello scantinato della casa di Gygax. Il magazzino e le spedizioni erano basate nella casa di Kaye. La prima stampa si esaurì prima della fine del 1974 e le vendite della seconda stampa stavano aumentando esponenzialmente.

## Morte ed eredità
Sebbene all'inizio del 1975 avesse solo 36 anni, Kaye necessitava di un intervento di chirurgia cardiaca, un fatto che tenne nascosto ai suoi partner. Gary Gygax e Brian Blume furono pertanto colti di sorpresa quando Kaye soffrì un attacco di cuore prima dell'intervento chirurgico programmato e morì il 31 gennaio 1975.
Kaye non aveva lasciato nel suo testamento delle indicazioni specifiche riguardo al suo terzo della compagnia, pertanto le sue azioni passarono alla moglie, che non era interessata ad avere alcuna parte nella TSR. Gygax affermò che «Dopo la morte di Don [la moglie] scaricò tutto il materiale della Tactical Studies Rules di fronte al mio portico. Sarebbe stato impossibile gestire una compagnia con lei coinvolta come partner.» Né Gygax, né Blume, avevano i fondi per ricomprare formalmente le quote della compagnia possedute dalla moglie di Kaye, ma Blume persuase Gygax di permettere a suo padre, Melvin Blume, di comprarle. La compagnia fu riformata come TSR Hobbies, Inc, con la famiglia Blume che ne possedeva la quota di controllo. Dieci anni dopo la disputa sulla proprietà di queste quote causò una lotta per il potere che terminò l'esclusione di Gygax dal controllo della TSR.
Nel 1975, Gygax e Blume pubblicarono il gioco di ruolo di ambientazione western Boot Hill che dedicarono alla memoria di Kaye.